# Kowrigino (rejon sokolski)
Kowrigino (ros. Ковригино) – wieś (dieriewnia) w Rosji, w obwodzie niżnonowogrodzkim, w rejonie sokolskim. W 2010 liczyła 84 mieszkańców.